# Proteroschiza wituensis
Proteroschiza wituensis är en skalbaggsart som beskrevs av Brenske 1897. Proteroschiza wituensis ingår i släktet Proteroschiza och familjen Melolonthidae. Inga underarter finns listade i Catalogue of Life.